# Lista de países sem bolsa de valores
Esta é uma lista de estados soberanos sem bolsa de valores:
- Andorra[1]
- Brunei[2]
- Burundi
- Chade[3]
- Comores[4]
- Cook Islands
- Cuba[5]
- Estados Federados da Micronésia
- Gambia
- Guinea-Bissau
- Kiribati
- Liechtenstein
- Ilhas Marshall[6]
- Mônaco
- Nauru[7]
- Niger[8]
- Niue
- North Korea
- Palau
- Samoa
- San Marino
- Ilhas Salomão
- Sudão do Sul
- Timor-Leste[9]
- Tonga
- Tuvalu
- Vanuatu
- Vaticano
- Yemen

Os seguintes estados disputados não mantêm bolsas de valores:
- Abkhazia
- Artsakh
- Ossétia do Sul
- Predefinição:Country data Somaliland
- Transnístria

Além disso, vários países do Caribe são atendidos pela Eastern Caribbean Securities Exchange (ECSE), com sede em Basseterre, São Cristóvão e Nevis. Portanto, eles não possuem uma bolsa de valores individual em seus territórios.
- Anguilla
- Antigua and Barbuda[10][11]
- Dominica
- Granada
- Montserrat
- Santa Lúcia
- São Vicente e Granadinas